# 伊藤坦庵
伊藤 坦庵（いとう たんあん、元和9年9月29日（1623年11月21日）‐ 宝永5年8月24日（1708年10月7日））は、江戸時代前期の儒学者、医師である。名は宗恕。字は元務。本姓は藤原。別号に白雲散人。

## 経歴・人物
京都の生まれ。初め江村専斎及び曲直瀬玄理の門人となり、医学を学んだ。
後に儒学を志し那波活所の門人となり、越前福井藩に仕える。伊藤仁斎や村上東嶺と親しく、清田龍洲を養子として家を継がせた。晩年は生まれ故郷の京都に定住した。詩文で知られ、坦庵の友人であった北山友仙と並び『元禄太平記』に登場するほど有名であった。また、師匠の専斎の談話を収録した『老人雑話』の編者としても名高かった。
著書に『坦庵文集』等がある。